# 자녀가 가장 많은 사람 목록
20명 이상의 자녀를 낳았다고 알려진 어머니들과 25명 이상의 자녀를 두었다고 알려진 아버지들의 목록이다.

## 어머니와 부부
이 문단은 20명 이상의 자녀를 낳은 어머니들을 나열한다. 굵은 글씨와 이탤릭체로 된 숫자는 전설적이거나 부정확할 가능성이 있으며, 일부는 19세기 이전에 기록된 것이다. 여성은 남성만큼 자주 아이를 낳을 수 없기 때문에, 그들의 기록은 종종 배우자와 공유되거나 배우자에 의해 초과되기도 한다.
| 총 자녀수 | 어머니 또는 부부 (알려진 경우)                                                                                         | 마지막 출산의 대략적인 연도 | 비고 |
| --------- | --- | --------------------------- | --- |
| 69        | 발렌티나와 표도르 바실리예프                                                                                           | 1765                        | 발렌티나 바실리예바라는 러시아 여성과 그녀의 남편 표도르 바실리예프가 부부가 낳은 최다 자녀 기록을 보유하고 있다고 알려져 있다. 그녀는 1725년부터 1765년 사이에 총 69명의 자녀를 낳았다. 이는 쌍둥이 16쌍, 세쌍둥이 7쌍, 네쌍둥이 4쌍으로 총 27번의 임신이었다. 69명의 자녀 중 67명이 유아기를 넘겨 생존했다고 한다. 바실리예프는 또한 두 번째 부인과의 사이에서도 쌍둥이 6쌍과 세쌍둥이 2쌍을 낳아 8번의 임신으로 18명의 자녀를 더 두었으며, 총 87명의 자녀를 두었다. 이 주장은 당시 기록이 잘 보관되지 않아 논란의 여지가 있다. |
| 57        | 키릴로프 부부 | 1755                        | 러시아 브베덴스키 마을의 농민 야코프 키릴로프의 첫째 부인은 총 21번의 분만으로 57명의 자녀를 낳았다. 그녀는 네쌍둥이 4쌍, 세쌍둥이 7쌍, 쌍둥이 10쌍을 낳았다. 1755년 60세의 키릴로프가 궁정에 출두했을 때, 모든 자녀들이 살아있었다.:6 바실리예프 부부의 경우처럼, 이 주장의 진실은 입증되지 않았으며, 가능성이 매우 낮다. |
| 55        | 레온티나 (에스피노사 출생)와 헤라르도 세쿤다 알비나                                                                    | 1981                        | 레온티나 알비나 (1926년 출생)는 아르헨티나에서 결혼하여 1981년 55세의 나이로 칠레 산안토니오에서 55번째 등록 자녀를 낳았다. 그녀는 9명의 자녀가 더 있다고 주장했지만, 그들 중 누구도 등록되지 않았다. 헤라르도 세쿤다 알비나 (1921년 출생)는 칠레에 오기 전에 세쌍둥이 5쌍 (모두 남자아이)을 낳았다고 진술했다. 지진으로 11명의 자녀를 잃었다. 40명, 즉 남자아이 24명과 여자아이 16명만이 살아남았다. 이 경우는 사실이 아닌 것으로 밝혀졌다. 자세한 내용은 레온티나 알비나 에스피노사 문서를 참조하라.                            |
| 53        | 바바라와 아담 슈트라츠만                                                                                               | 1498                        | 독일 뵈닝하임의 바바라 슈트라츠만 (대략 1448-1503)은 1498년까지 총 29번의 분만으로 53명의 자녀 (아들 38명, 딸 15명)를 낳았다고 주장된다. 그녀는 일곱쌍둥이 1쌍, 여섯쌍둥이 1쌍, 세쌍둥이 4쌍, 쌍둥이 5쌍을 낳았다. 19명의 자녀는 사산되었고, 살아남은 가장 나이 많은 자녀는 8세까지 살았다. 위에 언급된 바실리예프와 키릴로프 부부의 경우처럼, 다태아 출산으로 인한 자녀들의 생존은 의문이며, 난임 치료가 없던 시대에 그렇게 많은 다태아 출산이 있었을 가능성도 낮다.                                                             |
| 44        | 마리암 나바탄지 바비리예                                                                                               | 2016                        | 우간다의 마리암 나바탄지는 36세까지 44명의 자녀를 낳았다 (43명은 유아기 생존). 이는 희귀한 유전 질환인 과배란증으로 인해 세쌍둥이 3쌍, 네쌍둥이 4쌍, 쌍둥이 6쌍을 포함한다. 2019년, 40세의 나이로 더 이상의 임신을 막기 위한 시술을 받았다. 2023년 4월 4일 현재, 그녀는 6명의 자녀를 잃고 총 38명의 생존 자녀 (여성 16명, 남성 22명)를 두었다. |
| 42        | 엘리자베스와 존 모트                                                                                                   | 1720                        | 워릭셔주 몽크스 커비의 엘리자베스 모트는 1676년에 결혼하여 42명의 살아있는 자녀를 낳았다. 그녀는 1720년에 사망했다.:13 |
| 41        | 앨리스 훅스 | 1553                        | 귀네드 웨일스 북부의 콘위 교회 묘지에 있는 묘비명에 따르면, 니콜라스 훅스 (1637년 사망)는 그의 어머니 앨리스 훅스의 41번째 자녀였다.:13 |
| 39        | 엘리자베스와 윌리엄 그린힐                                                                                             | 1681                        | 토머스 그린힐은 그의 어머니 엘리자베스 (1615–1681)와 윌리엄 그린힐 사이의 39번째 자녀였다. 가족은 아들 7명과 딸 32명으로 구성되었다. 이는 많은 수의 살아있는 신생아일 뿐만 아니라, 쌍둥이 한 쌍을 제외하고 모두 단태아였다는 점에서 특이하다. |
| 35        | 해리슨 부부 | 1736                        | 런던 베레 스트리트에 거주하는 장례식업자의 아내 해리슨 여사는 1736년 한 남편과의 사이에서 35번째 자녀를 낳았다. |
| 33        | 메리와 존 조나스 | 1892                        | 메리 조나스 (1814-1899)는 15쌍의 남녀 쌍둥이를 포함하여 33명의 자녀를 낳았다. 모두 세례를 받았지만, 성인이 된 사람은 거의 없었다. 1892년 남편 존이 사망했을 때, 10명의 자녀가 아직 살아있었다. |
| 32        | 모디와 퍼셀 올리버 | 1959                        | 노스캐롤라이나주 럼버턴의 소작농의 아내 모디 메이 올리버 여사는 50세의 나이로 1959년에 33번째 자녀를 기다리고 있었다. 당시 그녀의 자녀 중 22명이 살아있었다. |
| 32        | 마리아 아돌로라타 카살리니                                                                                             | 1970                        | 이탈리아 브린디시의 카살리니 여사 (1929년 출생)는 17세에 결혼하여 1970년 11월 11일에 32번째 자녀를 낳았다. 그녀는 네쌍둥이 2쌍, 세쌍둥이 1쌍, 쌍둥이 1쌍, 그리고 19번의 단태아 출산을 했다. 15명의 자녀만이 생존했다. |
| 32        | 마달레나와 라이문도 카르나우바                                                                                         | 1961                        | 브라질 세일란디아의 마달레나 카르나우바는 13세에 결혼하여 32명의 자녀를 낳았다. 아들 24명, 딸 8명. |
| 32        | 마리아 베니타 올리베라                                                                                                 | 1989                        | 아르헨티나 산후안의 올리베라 여사 (1939년 출생)는 1989년 1월 31일에 32번째 자녀를 낳았다. 당시 모든 자녀들이 살아있는 것으로 알려져 있었다. 그녀는 두 번 결혼했으며, 13세에 세쌍둥이를 낳았다. 나중에 쌍둥이 2쌍을 더 낳았다. |
| 30        | 레베카 타운 | 1851                        | 요크셔 케일리의 타운 여사 (1807–1851)는 30명의 자녀를 낳았지만, 3세까지 산 자녀는 한 명뿐이었다. |
| 28        | 그리피스와 엘리자베스 존슨                                                                                             | 1790                        | 엘리자베스 G. 존슨은 1732년 메릴랜드 몽고메리에서 태어났다. 그녀는 1766년 2월 16일 메릴랜드 애나폴리스에서 그리피스 존슨과 결혼했다. 그들은 31년 동안 28명의 자녀를 낳았다. 그녀는 1790년 1월 30일 메릴랜드 올드타운에서 58세의 나이로 사망하여 그곳에 묻혔다. |
| 28        | 메이블 머피 | 1949                        | 북아일랜드 페르마나 주 리스나스키의 머피 여사 (1898년 출생)는 1949년 12월까지 32년간의 결혼 생활 동안 28명의 자녀를 낳았다고 보고되었다 (사산아 12명). 그러나 이 주장은 완전히 입증되지 않았다. |
| 27        | 이레네 (쿠크 출생)와 제임스 아서 로빈슨                                                                                | 1936                        | 앨버타주 오이엔의 로빈슨 여사는 1936년에 27번째 자녀를 낳았다. 그녀는 24년 동안 쌍둥이 6쌍을 포함하여 27명의 자녀를 두었다. 11명의 자녀는 유아기에 사망했다. |
| 27        | 마리-엘리제 챔버랜드와 헬리오도르 사이어                                                                               | 1959                        | 마리-엘리제 챔버랜드와 헬리오도르 사이어는 1928년에 결혼하여 1959년까지 27명의 자녀를 낳았으며, 모두 단태아였다. 그들 중 19명은 성인이 될 때까지 살아남았다. 뉴브런즈윅주 생프랑수아드마다와스카 출신의 감자 농부 사이어 씨는 그의 25번째, 26번째, 27번째 자녀 출산 후 세 번이나 TV 프로그램 I've Got A Secret에 출연했다. |
| 26        | 마릴루이즈 (랜드리 출생)와 윌리엄 크로토                                                                               | 1919년 (c.)                 | 마릴루이즈와 윌리엄 크로토는 퀘벡주 생패트리스-드-보리바주에서 쌍둥이 6쌍을 포함하여 26명의 자녀를 낳았다. 두 명은 유아기에 사망했고, 한 명은 10개월에, 다른 한 명은 4세에 사망했다. 21명은 성인이 될 때까지 살아남았다. 마지막으로 살아남은 마들렌 크로토 울은 102세까지 살다가 2021년 1월 31일에 사망했다. |
| 25        | 뵈베르 안드라스네 지로텍 테레즈                                                                                        | 1899                        | 헝가리 초뫼르의 뵈베르 여사 (1855년 9월 30일 출생)는 1872년부터 1899년 사이에 25명의 자녀를 낳았다. 그녀는 1930년 8월 20일 '헝가리 어머니의 날'에 은메달을 수여받았다. |
| 25        | 라파 피아젠티와 자코모 디 베닌카사                                                                                     | 1347년 (c.)                 | 그들의 23번째 자녀는 성 카테리나였다. |
| 25        | 아다 왓슨 | 1931                        | 케임브리지의 왓슨 여사 (1886-1974)는 1904년부터 1931년 사이에 쌍둥이 3쌍을 포함하여 25명의 자녀를 낳았다. 모든 자녀는 성년이 되었다. |
| 24        | 캐서린 응인 킷 칫 (1904년 10월 4일–1993년 10월 12일)과 싱가포르의 조지프 고 용 트왕 (1896년 6월 15일–1956년 12월 16일) | 1951                        | 응인 킷 칫 여사 (캐서린)는 고 용 트왕 씨 (조지프)와 결혼하여 24명의 자녀를 낳았으며, 모두 단태아였다. 그들은 축구팀을 만들기에 충분한 남자아이를 두었다. |
| 24        | 캐슬린 스콧 | 1958                        | 더블린의 스콧 여사 (1914년 7월 4일 출생)는 1958년 8월 9일에 24번째 자녀를 낳았다. 1990년에도 그녀의 자녀 중 20명은 아직 살아있었다. |
| 23        | 메클렌부르크귀스트로프의 크리스티네와 슈톨베르크-게데른 백작 루이 크리스티안                                           | 1705                        | 영국 빅토리아 여왕의 고조모는 1684년부터 1705년 사이에 19번의 임신으로 23명의 자녀를 낳았으며 (쌍둥이 4쌍 포함), 그들 중 11명이 성인이 될 때까지 살아남았다. |
| 23        | 다레잔 여왕과 헤라클리우스 2세 국왕                                                                                    | 1807년 (c.)                 | 그들은 총 23명의 자녀를 두었으며, 그 중 13명은 성인이 될 때까지 살았다. |
| 23        | 타바사 마르컴과 사일러스 메이너드                                                                                      | 1811년 (c.)                 | 1811년에 결혼한 이들은 오버턴군에 살면서 23명의 자녀를 낳았다. 그들의 딸 시레아나는 나중에 17명의 자녀를 낳았다. |
| 23        | 그레이스 바냐토 | 1938                        | 그레이스 바냐토와 그녀의 남편은 23명의 자녀를 두었으며, 그 중 9명은 대황새 더비로 알려진 토론토의 괴짜 유언자의 유산을 얻기 위해 임신되었다. |
| 23        | 이레네와 찰스 드멜로                                                                                                   | 1958                        | 티버턴 (로드아일랜드주)의 이레네 드멜로는 결혼 25년 만인 1958년 2월 40세의 나이로 23번째 자녀를 낳았다. 다태아는 없었다. 자녀 중 17명이 살아있었고, 가장 나이가 많은 자녀는 23세였다. |
| 23        | 메리와 실베스터 헴싱                                                                                                   | 1951년 (c.)                 | 앨버타주 롤링힐스의 메리 헴싱 (1913-2014)은 남자아이 11명과 여자아이 12명을 낳았으며, 그 중 한 명은 사산아였다. |
| 23        | 알리나와 유호 티니 | 1955                        | 핀란드 타이발코스키의 한 부부는 23명의 자녀를 두었다. 그들 중 두 명은 아주 어릴 때 사망했다. |
| 22        | 에밀리 피츠제럴드 여공작                                                                                               | 1778                        | 레인스터 여공작 에밀리 피츠제럴드와 그녀의 첫 남편 제임스 피츠제럴드, 레인스터 1세 공작은 1748년부터 1773년 사이에 19명의 자녀를 낳았다. 나중에 그녀는 자녀들의 가정교사 윌리엄 오길비 (아드글라스)와 결혼했으며, 그들은 1775년부터 1778년 사이에 3명의 자녀를 낳았다. |
| 22        | 호스테터 부부 | 1941                        | 46세의 펜실베이니아 광부 로이 호스테터와 그의 42세 아내는 1941년 5월에 22번째 자녀의 출산을 발표했다. |
| 22        | 샬럿과 말론 스토리 | 1946                        | 베이커즈필드의 샬럿 스토리는 1946년 7월에 22번째 자녀를 낳았다. 당시 쌍둥이 4쌍을 포함하여 다른 21명의 자녀 중 19명이 살아있었다. 마리온과 샬럿 스토리는 1950년 You Bet Your Life에 출연했다. |
| 22        | 딕 레나타 여사 | 1948                        | 뉴질랜드 혹스베이의 마오리족 딕 레나타 여사는 1948년 11월에 22번째 자녀를 낳았다고 보고되었다. 그녀의 자녀 중 14명이 살아남았으며, 그 중 두 번째로 태어난 자녀는 22번째 자녀를 낳을 당시 21세였고, 이미 자신도 아버지가 되어 있었다. |
| 22        | 마들렌과 마르세 데보                                                                                                   | 1952                        | 프랑스 서부 라 고레 마을 낙농가의 아내 마들렌 데보는 1952년 3월 42세의 나이로 22번째 아들을 낳았다. 결혼 24년차인 데보 부부는 13명의 딸과 7명의 아들을 두었다. 다른 두 명의 자녀는 유아기에 사망했다. |
| 22        | 메리 샬로너 헤일 | 1789                        | 존 헤일 (영국군 장교) 장군 (1728–1806)의 아내 메리 헤일 (1743–1803, 영국 요크셔 기스버러에서 메리 샬로너로 출생)은 1765년부터 1789년 사이에 첫 자녀 존 헤일 (캐나다 정치인)을 포함하여 22명의 자녀를 낳았다. |
| 22        | 메이블 콘스터블 | 1950년 (c.)                 | 워릭셔주 롱이칭턴의 콘스터블 여사 (1920년 출생)는 세쌍둥이 1쌍과 쌍둥이 2쌍을 포함하여 22명의 자녀를 낳았다. |
| 22        | 마거릿 맥노트 | 1945년 (c.)                 | 버밍엄 발솔히스의 맥노트 여사 (1923년 출생)는 남자아이 12명 (그 중 2명은 유아기에 사망)과 여자아이 10명을 포함하여 22명의 자녀를 낳았으며, 모두 단태아였다. |
| 22        | 에피 (에스테스 출생)와 찰스 디키                                                                                       | 1914년 (c.)                 | 클린턴 (메인주) 출신인 디키 여사는 22명의 자녀를 낳았으며, 모두 단태아였다. 그들 모두는 성인이 될 때까지 살았고, 그 중 18명은 70세 이상을 살았다 (나머지는 30, 58, 60, 67세에 사망). |
| 22        | 신원 미상 로마니족 여성                                                                                                | 1998                        | 롬 (불가리아)의 38세 로마니족 여성은 1998년 3월에 22번째 자녀를 낳았다. 그녀와 그녀의 남편은 직업이 없었다. 17명의 자녀는 그들과 함께 살았고, 5명은 고아원에 있었다. |
| 22        | 앨리스 (스펜서 출생) 및 존 제닝스                                                                                      | 1660년 (c.)                 | 제닝스는 잉글랜드 내전 이전에 세인트올번스의 국회의원이었다. 그는 1642년 유언장에 이 자녀들 중 3명의 이름을 언급했고, 그의 아내의 1663년 유언장에는 7명의 이름이 언급되어 있다. 그들의 손녀는 말버러 공작부인 사라 처칠이었다. |
| 22        | 수와 노엘 래드포드 | 2020                        | 수 (수잔) 래드포드는 2020년 4월 현재 22명의 자녀를 낳았으며, 남자아이 11명, 여자아이 11명으로 모두 단태아였다. 알피 (그들의 17번째 자녀)는 사산아였다. 이 시점에 그들의 가장 나이가 많은 아들 (크리스토퍼)은 30세였다. 그들은 6명의 손주를 두었다. 그들은 가족 사업으로 빵집을 운영하며 영국 모어캠브에 살고 있다. 그들 모두 건강하고 잘 자라고 있다. 영국 채널 5 TV 시리즈 《22 Kids and Counting》은 그들의 삶을 다루고 있다.                                                                                                   |
| 22        | 앨빈과 루실 밀러 | 1966                        | 앨빈과 루실은 와세카에 거주했으며, 루실은 22명의 자녀를 낳고 몇 명의 아이들을 더 돌보았다. 그들의 딸 헬렌 밀러는 회고록 "21 Siblings: Cheaper by the Two Dozen"에서 자신의 경험을 이야기했다. |
| 21+       | 메리 수잔나 로버츠 (소텔 출생)와 존 로버츠                                                                             | 1749년 (c.)                 | 18세기 아일랜드인 건축가와 그의 아내. 그들의 자녀는 21명 또는 24명이라고 알려져 있으며, 그 중 8명만이 성인이 될 때까지 살았다. 여기에는 화가 토머스 로버츠와 토머스 소텔 로버츠가 포함된다. |
| 21        | 조안나 오설리반과 윌리엄 오달리                                                                                        | 1837                        | 그들은 1808년부터 1837년 사이에 아일랜드섬 케리주 커런스의 구란에서 29년 동안 아들 6명과 딸 15명, 총 21명의 자녀를 낳았다. 다태아 출산은 없었으며, 모든 자녀가 살아 태어났다. 사산아도 있었을 가능성이 있다. 4명의 자녀는 어린 시절에 사망했고, 마지막 자녀인 브리짓 러셀은 1923년에 사망했다. 조안나와 윌리엄의 후손으로는 준장 찰리 데일리, 상원의원 마크 데일리, 상원의원 로레인 클리포드-리, 시오반 플레밍 먼스터 여자 럭비팀의 주장이 있다.                                                                                  |
| 21        | 바바라 브렘너와 토머스 번스                                                                                            | 1978                        | 바바라와 토머스는 시카고 북부 로저스 공원에 거주했다. 바바라는 21명의 단태아 자녀를 낳았다. 그녀는 1951년에 첫 딸을 낳았고, 1978년에 마지막 딸을 낳았다. 그들은 토머스의 전기공 월급으로 자녀들을 부양했고, 바바라는 수년 동안 집에서 바브스 와이어라는 이름의 비서 및 전화 응대 서비스를 운영했다. 21명의 자녀 모두 성인이 되었다. |
| 21        | 올리비아 (휘트모어 출생)와 아서 기네스                                                                                 | 1783                        | 기네스는 아일랜드의 양조업자였다. 그들의 자녀 중 10명만이 성인이 될 때까지 살았다. |
| 21        | 앤 클라크 스케렛과 제러마이어 리어                                                                                     | 1812                        | 그들의 20번째 자녀는 1812년에 태어난 영국 예술가, 삽화가, 음악가, 작가, 시인 에드워드 리어였다. |
| 21        | 올리비아 (구텐베르거 출생)와 루돌프 숄젤 시니어                                                                        | 1949                        | 그들은 1925년부터 1949년 사이에 위스콘신 콜비에서 24년 동안 아들 11명과 딸 10명, 총 21명의 자녀를 낳았다. 다태아 출산은 없었다. 한 아들은 1947년에 유아기에 사망했고, 다른 한 아들도 1947년에 21세의 나이로 사망했다. |
| 21        | 도미틸 (브룬 출생)과 피에르 마르탱                                                                                     | 1861                        | 그들은 1835년부터 1861년 사이에 캐나다 퀘벡주 생시프리앵드나피에르빌에서 25년 동안 아들 11명과 딸 10명, 총 21명의 자녀를 낳고 세례를 받았다. 다태아 출산은 없었다. |
| 21        | 테오도라 (로페즈 출생)와 라이문도 올리바스                                                                             | 1853년 (c.)                 | 1809년 로스앤젤레스에서 태어난 라이문도 올리바스는 산타바바라에서 미래의 아내 테오도라 로페즈를 만났다. 그들은 1832년에 결혼하여 함께 13명의 아들과 8명의 딸, 총 21명의 자녀를 두었다. 1841년 라이문도는 올리바스 아도베를 지었으며, 이는 벤투라시 문화유산의 중요한 부분이다. |
| 21        | 조세핀과 마이클 살조 시니어                                                                                            | 1923년 (c.)                 | 21명의 자녀 중에는 코네티컷주 뉴헤이븐에서 처음으로 살아남은 네쌍둥이, 세쌍둥이, 그리고 쌍둥이 2쌍이 포함되었다. |
| 21        | 안나와 헨리 크로커 | 1963년 (c.)                 | 그들의 자녀 중 18명은 성인이 될 때까지 살았다. |
| 21        | 앨버트 커닝햄 부부 | 1930                        | 아이언 마운틴 (미시간주) 출신의 부부는 결혼 27년 만인 1930년 9월에 21번째 자녀를 맞이했다. 그들의 자녀 중 17명이 살아있었다. |
| 21        | 엘리자베스 허드슨 | 1955                        | 런던의 허드슨 여사 (45세)는 페인트 분무공의 아내로 1955년 2월에 21번째 자녀를 낳았다. 16명의 자녀가 살아있었다. |
| 21        | 메리와 와라 텐구 | 1968                        | 뉴질랜드 해밀턴 출신의 마오리족 부부는 1968년 1월에 21번째 자녀를 맞이했다. 당시 어머니는 42세였다. 그들은 이미 5명의 손주를 두었다. |
| 21        | 오펠리아 야네스 가시오라                                                                                               | 1960년 (c.)                 | 멕시코 시날로아주 쿨리아칸의 오펠리아 야네스 가시오라 여사는 우체부의 아내로 21명의 자녀를 낳았다. |
| 21        | 알리자와 메이르 벤-하루쉬                                                                                              | 1969                        | 하이파의 알리자 벤-하루쉬는 1969년 7월 46세의 나이로 21번째 자녀를 낳아 이스라엘에서 가장 다산한 어머니가 되었다. |
| 21        | 신원 미상 인도 여성 | 1970                        | 아삼주 출신의 한 여성이 1970년에 21번째 자녀를 낳았다는 사실 외에는 이 사건에 대해 알려진 바가 거의 없다. |
| 21        | 레오노라와 야노쉬 나메니                                                                                               | 2013                        | 체르니우치주 헤르차 라이온 오스트리차의 레오노라 나메니아는 2013년 10월 44세의 나이로 21번째 자녀를 낳아 우크라이나에서 가장 다산한 어머니가 되었다. 레오노라와 야노쉬는 사도 기독교 교회 (나사렛파)의 신도로 피임을 하지 않는다. 나메니 가족은 남자아이 11명과 여자아이 10명, 쌍둥이 2쌍을 포함한다. |
| 21        | 세바스티아나 마리아 다 콘세이상                                                                                        | 2015                        | 51세의 세바스티아나 마리아 다 콘세이상은 2015년 5월 브라질 아라카주에서 21번째 자녀를 낳았다. 이 남자아이는 10명의 형제와 10명의 자매가 있는 가족에 합류했으며, 그 중 18명은 살아있었다. |
| 20        | 제인 (퍼돈 출생)과 애덤 로프터스                                                                                       | 1590년 (c.)                 | 아마 대주교, 나중에는 더블린 대주교, 그리고 아일랜드 대법관이었던 애덤 로프터스 (주교)는 대략 1559년부터 1590년 사이에 그의 아내 제인과 20명의 자녀를 두었으며 그 중 12명은 성인이 될 때까지 살아남았다. |
| 20        | 카트린 마리온 드 드루이와 앙투안 아르노                                                                                | 1612                        | 유명한 프랑스 변호사 앙투안 아르노 (변호사)는 1588년부터 1612년 사이에 그의 아내 카트린 마리온 드 드루이와 20명의 자녀를 두었으며, 그 중 10명은 성인이 될 때까지 살아남았다. |
| 20        | 엘리자베스 칼턴 | 1681년 (c.)                 | 더들리 칼턴 경의 딸 엘리자베스 칼턴은 첫 남편 토머스 바커와의 사이에서 딸 엘리자베스 한 명을 낳았고, 두 번째 남편 자일스 반브루와의 사이에서 19명의 자녀를 낳았다. 이 중 12명은 유아기를 넘겨 살아남았으며, 여기에는 영국 건축가이자 극작가 존 밴브루 (1664–1726)와 뉴펀들랜드의 해군 준장 총독 필립 밴브루 (대략 1681 – 1753)가 포함된다. |
| 20        | 마리 엘리자베스와 페르디난트 요제프                                                                                    | 1685                        | 페르디난트 요제프는 1657년부터 1685년 사이에 그의 아내 마리 엘리자베스와 20명의 자녀를 두었으며 (모두 단태아), 그 중 5명만이 성인이 될 때까지 살아남았다. |
| 20        | 안네 마르그레테 로싱과 페데르 호레보                                                                                   | 1718년 (c.)                 | 덴마크의 천문학자 페데르 호레보와 그의 아내 안네 마르그레테 로싱은 총 20명의 자녀를 두었다. 그들의 아들 중 한 명인 1718년생 크리스티안 호레보는 아버지의 천문학 연구를 계속했다. |
| 20        | 바르베 아르노와 앙투안 모네롱                                                                                          | 1758                        | 바르베 아르노와 앙투안 모네롱은 1733년부터 1758년 사이에 20명의 자녀를 두었으며 (모두 단태아), 그 중 12명은 유아기를 넘겨 살아남았다. 그들의 아들들은 유명한 모네롱 형제들이 되었다. |
| 20        | 요한 사무엘손과 소피아 페르스도테르                                                                                    | 1794                        | 스웨덴 뤽셀레의 요한 사무엘손과 소피아 페르스도테르는 1767년부터 1794년 사이에 20명의 자녀를 낳았다. |
| 20        | 로젠 (풀트 출생)과 하윰 로웬슈타인                                                                                     | 1860년 (c.)                 | 독일 랑엔데른바흐의 로젠과 하윰 로웬슈타인은 20명의 자녀를 두었으며, 그 중 19명은 성인이 될 때까지 살아남았다. 막내 아이는 1860년에 태어났다. |
| 20        | 마리 베로와 피에르 에두아르 코션                                                                                       | 1882                        | 캐나다 퀘벡주 샤토-리셰르에서 1853년부터 1882년 사이에 태어났으며, 16명의 자녀는 유아기에 사망했고, 한 명은 청소년기에 사망했다. 다태아 출산은 없었다. |
| 20        | 플로레스틴 피셰와 가스파르 보프레                                                                                      | 1881                        | 플로레스틴 피셰와 가스파르 보프레는 20명의 자녀를 두었으며, 그 중 가장 나이가 많은 자녀는 1881년 서스캐처원주 윌로 번치에서 태어난 유명한 거인 에두아르 보프레였다. |
| 20        | 엠마 캐서린 패짓과 애디슨 비드웰 밀러드                                                                                | 1890                        | 애디슨 밀러드 (1843-1898)와 엠마 패짓 (1849-1919)은 1865년 메릴랜드 어배나에서 결혼하여 20명의 자녀를 두었으며, 마지막 자녀는 1890년에 태어났다. 6명은 유아기에 사망했다. 가족은 1893년 버지니아주로 이주하여 50년 이상 콜빈 런 밀을 운영했다. |
| 20        | 엘리제 슈타인만과 레온하르트 하우저                                                                                    | 1928년 (c.)                 | 이 부부는 20명의 자녀를 두었으며, 그 중 7명은 유아기에 사망했다. 엘리제 슈타인만 (1848–1928)과 레온하르트 하우저 (1842–1915)는 모두 스위스에서 태어났다. 그들은 1882년에 미국으로 이민하여 미네소타주 로크포드 근처의 그린우드 (현재 그린필드)에 정착했다. 그들의 자녀 중 13명은 스위스에서, 7명은 미국에서 태어났다. |
| 20        | 엘라와 제임스 리 타운센드                                                                                              | 1917                        | 미시시피주 몽고메리군 출신의 소작농 엘라와 제임스 리 타운센드는 총 20명의 자녀를 두었다. 그들 중 가장 어린 자녀는 1917년에 태어난 미국인 활동가, 민권 운동 지도자, 그리고 박애주의자 패니 루 해머였다. |
| 20        | 거트루드 루이자 로우 굿리과 조지 토머스 졸리                                                                           | 1932                        | 거트루드와 조지는 1905년에 결혼하여 1906년부터 1932년까지, 거트루드가 46세였을 때 20명의 자녀를 낳았다. 가족은 뉴질랜드 북섬의 톨라가 베이 지역 출신이었다. 기스본 포토 뉴스 227호는 1973년에 그들의 후손 140명의 재회에 대한 보고를 실었고, 그 당시 그들은 215명의 직계 후손을 두었다고 언급했다. |
| 20        | 메리와 존 풀러턴 | 1935년 (c.)                 | 아일랜드 더니골주의 메리와 존 풀러턴은 20명의 자녀를 두었으며, 그 중 가장 나이가 많은 자녀는 1935년에 태어난 에디 풀러턴이었다. |
| 20        | 렉스포드 오클리 부부                                                                                                   | 1954                        | 스크랜턴 (펜실베이니아주)의 54세 오클리 여사는 1954년 12월에 20번째 자녀를 낳았다. 신생아를 포함하여 18명의 자녀가 살아있었다. |
| 20        | 에드워드 비터 부부 | 1958                        | 커빙턴 (켄터키주)의 40세 비터 여사는 벽돌공의 아내로 1958년 1월에 20번째 자녀를 낳았다. 쌍둥이 1쌍을 포함한 4명의 자녀는 사망했다. 나머지 16명은 남자아이 10명과 여자아이 6명이었으며, 가장 나이가 많은 자녀는 24세였다. |
| 20        | 돌로레스와 프로스퍼 그레니어                                                                                           | 1961                        | 워터빌 (메인주)의 43세 돌로레스 그레니어는 1961년 4월에 20번째 자녀를 낳았다. 결혼 26년 동안 그녀는 남자아이 12명과 여자아이 8명, 쌍둥이 3쌍을 포함하여 낳았다. 딸 두 명은 사망했다. |
| 20        | 엘도라와 제임스 파넬                                                                                                   | 1966                        | 베이커즈필드의 42세 엘도라 파넬은 결혼 27년 만인 1966년 11월에 20번째 자녀를 낳았다. |
| 20        | 마리아 곤칼레스 모레이라의 어머니                                                                                      | 1984                        | 이 경우에 대해 알려진 바는 그녀가 쌍둥이 10쌍을 낳았다는 사실 외에는 거의 없다. 그녀의 딸도 쌍둥이 10쌍을 낳았다 (아래 참조). |
| 20        | 마리아 곤칼레스 모레이라                                                                                               | 1984                        | 브라질 리우데자네이루의 모레이라 여사는 1984년 7월 3일에 열 번째 쌍둥이 (일란성 남자아이)를 낳았다. 그녀의 다른 쌍둥이들은 여자아이 16명과 남자아이 2명이었다. 그녀는 13세에 첫 출산을 했다. 그녀의 어머니도 쌍둥이 10쌍을 낳았다. |
| 20        | 제시 캠벨 | 1990                        | 스코틀랜드 스카이섬 스트루안 (스카이섬)의 캠벨 여사 (1946년 출생)는 1990년 1월 22일에 20번째 자녀를 낳았다. |
| 20        | 줄리안나와 에르뇌 루카치                                                                                               | 1991                        | 줄리안나 루카치와 그녀의 남편, 헝가리 농부는 아들 6명과 딸 14명을 두었다. 그들은 헝가리 톨너에 3,336 에이커 (13.50 km2) 면적의 농장 저택에 살고 있다. 첫 아이는 1966년에 태어났고 마지막 아이는 1991년에 태어났다. |
| 20        | 발렌티나와 아나톨리 크로미흐                                                                                           | 1993년 (c.)                 | 러시아 리페츠크주 레프-톨스톱스키군 출신의 발렌티나 크로미흐는 아들 11명과 딸 9명, 총 20명의 자녀를 낳았다. 2015년 5월 현재, 15명의 자녀가 살아있었고 (두 명은 유아기에, 다른 세 명은 각각 12세, 28세, 32세에 사망), 가장 나이가 많은 자녀는 46세였고 가장 어린 자녀는 22세였다. 또한 2015년 5월 현재 발렌티나는 64세였고, 아나톨리 크로미흐와 결혼한 지 46년이 되었으며, 이미 10명의 손주를 두었다. |
| 20        | 엘레나와 알렉산드르 쉬시킨                                                                                             | 2003                        | 러시아 보로네시주의 엘레나 쉬시키나 (1958년 출생)는 2003년 4월에 20번째 자녀를 낳아 러시아에서 가장 다산한 어머니가 되었다. 당시 그녀의 가장 나이가 많은 아들은 24세였다. 쉬시킨 부부는 아들 9명과 딸 11명을 두었으며, 2012년 11월까지 20명의 손주를 두었다. |
| 20        | 마리와 안토닌 클루드스키                                                                                               | 1909년 (c.)                 | 보헤미아 출신의 마리 (1832–1909)와 안토닌 클루드스키 (1826–1895)는 20명의 아들을 둔 부모였고 유명한 서커스 가문 클루드스키의 조상이었다. |
| 20        | 조르지아나 버카루 | 2020년 (c.)                 | 스토이네슈티 (아르제슈주)의 조르지아나 버카루 (1976년 출생)는 루마니아에서 가장 많은 자녀를 둔 여성이다. |
| 20        | 베르타 (애매앤패애 출생)와 세포 오이카리넨                                                                             | 1992                        | 핀란드의 한 부부는 20명의 자녀를 두었다. |
| 20        | "도로테아" | 1550년 (c.)                 | 앙브루아즈 파레 시대에 살았던 이탈리아 여성 도로테아는 예외적으로 큰 두 번의 임신으로 20명의 자녀를 낳았다고 전해진다. 그녀는 먼저 9명의 자녀를, 그리고 11명의 자녀를 낳았다. 자녀들의 생존 여부는 알 수 없다. |

## 아버지
이 문단은 일반적으로 다른 여성과의 관계를 통해 25명 이상의 자녀를 둔 남성들을 나열한다. 의학적 정자 기증을 통해 많은 수의 자녀를 낳은 남성은 기록하기 어렵다. 이탤릭체로 된 숫자는 부정확하며, 특히 고대 통치자들의 경우 더욱 그렇다.
| 총 출생수                             | 아버지의 이름                    | 마지막 출산의 대략적인 연도 | 비고 |
| ------------------------------------- | -------------------------------- | --------------------------- | --- |
| 1,000–3,000 (신화에 의해 과장된 수치) | 칭기즈 칸                        |                             | 그의 수많은 자녀에 대한 대중적인 신화와 전설에 따르면, 몽골 제국의 첫 대칸인 칭기즈 칸은 그의 거대한 하렘에서 1,000명에서 3,000명의 자녀를 두었다고 소문이 나있다 (그러나 수학적 증거는 이 주장을 뒷받침하지 않는다). 2003년 연구에서는 오늘날 살아있는 1,600만 명의 남성이 그와/또는 그의 남성 친척의 직계 후손일 가능성이 있다고 추측했다. 그러나 나중에 한 연구는 이 주장에 의문을 제기했다. 칭기즈 칸이 두었다고 언급되는 자녀의 수는 공식 출처에서 논쟁이 있기 때문에 대체로 신화적이다. |
| 868–1171                              | 물레이 이스마일 이븐 샤리프      | 1727년 (c.)                 | 모로코의 군주로 500명의 하렘을 두었으며, 아들 525명과 딸 342명을 두었다. 총 기네스 세계 기록에 따르면 한 아버지가 둔 최다 자녀 수는 1042명이었다. 빈 대학교의 연구팀은 도미니크 부스노의 보고서에 따라 1171명의 자녀를 제안했다. |
| 900+                                  | 베르톨트 파울 비스너             |                             | 이 과학자는 1942년 (또는 그 이전)부터 1967년 사이에 그의 두 번째 아내 메리 바턴의 의료 행위를 통해 기증된 정액을 이용한 인공 수정을 통해 최대 1,000명의 자녀를 두었다. 그는 또한 첫 번째 아내 안나 그메이너와의 사이에서 에바 이봇슨의 아버지이며, 메리 바턴과의 사이에서도 두 명의 자녀를 두었다. |
| 800+                                  | 사이먼 왓슨                      |                             | 영국 정자 기증자로 2016년 800명 이상의 자녀를 두었다고 주장하며 헤드라인을 장식했다. 그는 정기적으로 X에 새로운 자녀에 대한 소식을 게시한다. 2018년, 왓슨의 자녀 중 한 명이 DNA 검사를 통해 40명의 형제자매와 일치했다. 2019년에는 26일 만에 13명의 여성을 임신시켜 다시 헤드라인을 장식했다. |
| 500+                                  | 조너선 야코프 메이어             |                             | 30대 네덜란드 음악가로 정자 기증을 통해 200명의 자녀를 두었을 가능성이 있다. 네덜란드 기증자 자녀 재단 이사는 그의 자녀 수가 수백 명 또는 심지어 1,000명에 달할 수 있다고 타임스에 말했다. 2023년 네덜란드 법원은 메이어에게 추가 정자 기증을 금지했으며, 위반 시 10만 유로의 잠재적 벌금을 부과했다. |
| 360–380                               | 아우구스트 2세 국왕              |                             | 폴란드 국왕, 1670–1733년 생존. |
| 최대 300명                            | 폴 엘든 킹스턴                   |                             | 폴 킹스턴은 유타주의 킹스턴 클랜 또는 더 오더로도 알려진 말일 성도 예수 그리스도 교회의 지도자이다. |
| 210                                   | 소부자 2세 국왕                  |                             | 스와질란드 (현재 에스와티니)의 국왕, 1899–1982년 생존, 70명의 아내를 두었다고 알려져 있다. |
| 177                                   | 이브라힘 음조야 술탄             |                             | 카메룬 바뭄 왕국의 국왕으로 1860–1933년 생존했으며, '약 600명'의 아내를 두었다고 알려져 있다. 1915년 12월까지 149명의 자녀를 두었다고 전해진다. |
| 170+                                  | 모하메드 벨로 아부바카르         |                             | 나이지리아의 모하메드 벨로 아부바카르 (1924–2017)는 86명의 여성과 결혼하여 170명의 자녀를 두었으며, 2008년에 4명 이상의 아내를 두어 복혼 혐의로 체포되었다. |
| ≥165                                  | 아리 나겔                        |                             | 이 미국 수학 교수는 정자 기증을 통해 100명 이상의 자녀를 두었다. |
| 162+                                  | 람세스 2세                       |                             | 이집트 제국의 파라오. 람세스 2세의 자녀 목록 참조 |
| 160+                                  | 안센투스 오그웰라 아쿠쿠줄라마   |                             | 이 케냐인 일부다처제론자는 "위험"으로 알려져 있으며 1916–2010년 생존했다. 그는 "100번 이상" 결혼했고 "최소 160명"의 자녀를 두었다. 이스트 아프리칸 스탠더드의 확인되지 않은 기사에서는 그가 130명의 아내로부터 아들 106명과 딸 104명, 총 210명의 자녀를 두었다고 주장했다. |
| 158                                   | 잭 키공고                        |                             | 키공고는 우간다 카테레아에서 1909–2014년 생존했다. 그는 27명의 아내를 두었고 109세로 사망했을 때 약 501명의 손주를 두었다. |
| 150                                   | 조 도너                          |                             | 2018년 7월 현재, "조 도너"라는 가명을 사용하는 47세의 남성은 페이스북 페이지를 사용하여 무료 정액을 찾는 여성들과 연결함으로써 최대 150명의 자녀를 두었다고 주장했다. 일반적으로 "조"와 성관계를 통해 (일부 고객은 주사기 정액을 선호하지만) 비싼 인공 수정 대신 이 방법을 사용한다. 2014년 텔레비전 뉴스 매거진 20/20과의 인터뷰 당시, 조는 이미 100명의 여성과 성관계를 통해 30명 이상의 성공적인 출산을 주장했다.                                                                          |
| 150                                   | 익명의 정자 기증자               |                             | 2011년 9월 현재, 한 미국인 정자 기증자가 최소 150명의 자녀를 낳은 것으로 밝혀졌다. 이는 2011년 캐나다 영화 스타벅과 2013년 미국 리메이크작 딜리버리 맨의 영감이 되었다. |
| 145+                                  | 윈스턴 블랙모어                  |                             | 유타주에서 킹스턴 클랜 또는 오더로도 알려진 모르몬 근본주의 종파인 블랙모어/분티풀 공동체의 지도자였던 그는 최대 25명의 아내를 통해 자녀를 두었다. |
| 144                                   | 투이 리 군 미엔 딘               |                             | 민망 황제의 또 다른 아들로, 아들 78명과 딸 66명, 총 144명의 자녀를 두었다. |
| 142                                   | 민망 황제                        |                             | 그는 400명의 아내로부터 142명의 자녀를 두었다고 보고된다. |
| 128                                   | 미셰크 도너 니안도로             |                             | 짐바브웨인 니안도로는 "데인저"로 알려져 있으며, 치핑게에 거주하고 있으며, 현재 15명의 아내와 128명의 자녀를 두고 있다. |
| 120                                   | 바둥왕                           |                             | 버마 국왕, 아들 62명과 딸 58명을 두었다. |
| 117                                   | 존 로버트 던                     |                             | 존 로버트 던 (1834–1895), 남아프리카 공화국의 사냥꾼이자 상인, 그는 이미 결혼한 상태에서 줄루족 국왕 세츠와요의 고문이 되었고, 세츠와요는 그에게 토지, 소, 추장 직위, 그리고 두 명의 줄루족 신부를 주었다. 그는 46명의 줄루족 여성과 더 결혼하여 아들 33명과 딸 46명을 두었다. |
| 106–115                               | 사우드 빈 압둘아지즈 알사우드    |                             | 사우디아라비아의 압둘아지즈 알사우드의 아들 사우드 국왕은 1902–1969년 생존했다. 한 출처에 따르면 그는 아버지 (22명의 아내를 두었다)보다 '더 많은 범위의 여성'으로부터 아들 52명과 딸 약 54명을 두었다고 한다. 그러나 다른 출처는 그에게 115명의 자녀가 있었다고 기록했다. |
| 114                                   | 마테오 발레스                    |                             | 미국에서 가장 잘 알려진 정자 기증자 중 한 명이다. 그는 지금 은퇴했지만, 25세에 114명의 자녀를 두었을 것으로 추정된다. 이는 처음에는 ABC의 더 배철러레트 시즌 15에 출연하면서 알려졌다. |
| 114                                   | 미엔 찐, 투이 리 군              |                             | 민망 황제의 또 다른 아들로, 아들 77명과 딸 37명을 두었다. |
| 114                                   | 에드 후벤                        |                             | 후벤은 유럽에서 가장 다산한 정자 기증자였다. 그는 자연적인 방법의 사용을 옹호한다. |
| 110                                   | 밍둥왕                           |                             | 버마 국왕, 110명의 자녀를 두었다. |
| 108+                                  | 파스 알리 샤 카자르              |                             | 이란 카자르 왕조의 두 번째 샤인 파스 알리 (1772–1834)는 160회 이상의 결혼을 통해 아들 60명과 딸 48명을 '유아기를 넘겨' 두었다. 이로써 그는 국가에 대한 통제력을 강화했다. 그의 후손들 중 다수는 저명한 인물이 되었다. |
| 106+                                  | 존 다니엘 킹스턴                 |                             | 근본주의 모르몬교 집단의 일원인 킹스턴은 2004년 현재 14명의 아내로부터 106명의 자녀를 두었다. |
| 100+                                  | 무라트 3세                       |                             | 무라트 3세는 100명 이상의 자녀를 두었다고 전해진다.:31–32 |
| 100+                                  | 파벨 두로프                      |                             | 2024년 6월 29일 현재, 텔레그램 (소프트웨어)의 CEO인 파벨 두로프는 2010년부터 12개국에서 정자 기증을 통해 100명 이상의 생물학적 자녀를 두었다고 밝혔다. |
| 102                                   | 루 살바도르                      |                             | 필리핀 농구 선수이자 배우는 102명의 자녀를 두었으며, 여기에는 알로나 알레그레, 필립 살바도르, 로스 라이벌이 포함된다. |
| 101                                   | 빈두사라                         |                             | 황제 빈두사라는 16명의 아내로부터 101명의 아들을 두었다 (그들 중 한 명은 아소카 황제였다). |
| ≤100                                  | 오거스터스 존                    |                             | 웨일스 화가로 '최대 100명의 자녀'를 두었다고 널리 알려져 있지만, 대부분 결혼 외 자녀이며, 일부는 이 수치가 크게 과장되었다고 믿는다. |
| 64–99                                 | 후안 비센테 고메스               |                             | 후안 비센테 고메스는 1908년부터 1935년까지 베네수엘라의 독재자였다. 그는 두 명의 정부로부터 16명의 자녀를 두었고, 다른 관계에서도 여러 명의 자녀를 두었다. |
| 98                                    | 도널드 L. 클라인                 |                             | 미국인 난임 의사로 1970년대부터 자신의 정액을 불법적으로 사용하여 환자들을 임신시켰다. 지금까지 94명의 형제자매가 DNA로 연결된 것으로 밝혀졌다 (아내와의 사이에서 낳은 4명의 자녀 외에). |
| 96                                    | 다드 모하메드 무라드 압둘 라흐만 |                             | 발루치인-아랍에미리트인으로 100명을 원한다. 그는 다른 나라의 아내들과도 결혼했다. |
| 94                                    | 지오나                           |                             | 미조람주의 종교 단체 푸 차나 파울의 지도자로, 39명의 아내로부터 94명의 자녀를 두었으며, 33명의 손주를 두었다. 기네스 세계 기록에 따르면 세계에서 가장 큰 가족을 이루고 있다. |
| 87                                    | 표도르 바실리예프                |                             | 러시아 슈야의 농민 표도르 바실리예프는 첫 번째 아내와 69명, 두 번째 아내와 18명의 자녀를 두었다. 그의 자녀 중 최소 82명은 유아기를 넘겨 생존했다. |
| 86                                    | 쩐 비엣 추                       |                             | 베트남 꽝찌 하이 랑의 농민으로, 12명의 아내로부터 86명의 자녀를 두었다. |
| 82                                    | 몽꿋 국왕 (라마 4세)             |                             | 태국의 4대 군주인 몽꿋 국왕은 평생 동안 32명의 아내와 첩을 두었으며 최소 82명의 자녀를 낳았다, 그 중 한 명은 쭐랄롱꼰이었다. 몽꿋의 자녀 목록 참조. |
| 82                                    | 잔 카르바트                      |                             | 네덜란드 난임 의사로 자신의 정액을 사용하여 환자들을 임신시켰다. 그는 결혼을 통해 11명의 자녀를 두었고, 사망 전에 DNA가 일치한 기증자 자녀 22명, 그리고 사망 후에 형제자매 DNA 일치를 통해 추가로 DNA가 일치한 자녀 49명을 두었다. |
| 77                                    | 쭐랄롱꼰 (라마 5세)              |                             | 태국의 5대 군주 쭐랄롱꼰 국왕은 평생 동안 92명의 배우자를 두었으며 77명의 자녀를 낳았다, 그 중 33명은 아들이고 44명은 딸이었다. 쭐랄롱꼰의 자녀 목록 참조. |
| 75                                    | 압둘아지즈 알사우드              |                             | 사우디아라비아의 초대 군주 압둘아지즈 국왕은 1876–1953년 생존했다. 그는 22명의 아내와 첩으로부터 45명의 기록된 아들과 약 30명의 딸을 두었다. 2001년까지 그는 2,500–3,500명의 직계 후손을 두었다. 압둘아지즈 알사우드의 후손 참조. |
| 75                                    | 스크리밍 제이 호킨스             |                             | 록앤롤 가수 호킨스는 57명의 확인된 자녀를 두었으며, 어쩌면 75명에 달할 수도 있다. |
| 75                                    | 세실 브라이언 제이콥슨           |                             | 이 난임 의사는 자신의 정액으로 환자를 임신시켜 최대 75명의 자녀를 두었다고 의심받았다. 재판 중 그의 DNA를 통해 15명의 자녀가 확인되었다. |
| 75                                    | 탱                               |                             | 태국 왕족, 풋타엿파쭐라록 국왕의 조카로, 수많은 아내로부터 75명의 자녀를 두었다. |
| 74                                    | 벤 자이슬러                      |                             | 로스쿨 학비를 벌기 위해 버지니아 정자 은행에 3년간 정액을 기증한 자이슬러는 자신의 기증으로 74명의 자녀가 태어났다는 사실을 알게 되었다. |
| 73                                    | 풋릇란팔라이 (라마 2세)          |                             | 풋릇란팔라이 국왕, 태국의 2대 군주로 40명의 여성으로부터 73명의 자녀를 두었다. |
| 72                                    | 북송 휘종                        |                             | 송나라의 황제 북송 휘종은 148명의 아내로부터 아들 38명과 딸 34명을 두었다. |
| 72                                    | 라몬 레빌라 시니어               |                             | 라몬 레빌라 시니어는 필리핀 배우이자 정치인이었다. 그는 필리핀 영화계에서 "아기마트의 왕" (문자 그대로 "부적의 왕")으로 알려져 있었다. 혼외 관계를 통해 그의 자녀 수는 최소 39명이었으며, 봉의 대변인 포르티아 일라간은 그 수가 72명에 달한다고 주장했다. 2004년 언론인 제시카 소호와의 인터뷰에서 레빌라는 자신이 80명 이상의 자녀를 두었을 것이라고 인정했다. |
| 72                                    | 메타르 아만 울-물크              |                             | 현재 파키스탄의 일부인 치트랄의 통치자 아만 울-물크 (1821–1892)는 로트 미타르 또는 위대한 메타르로 알려져 있다. 그는 비둘프의 《힌두 쿠시 부족》에 보고된 바와 같이 72명의 자녀를 두었다. |
| 70                                    | "루이스", 네덜란드 정자 기증자   |                             | 1949/50년에 네덜란드에서 네덜란드인 어머니와 수리남인 아버지 사이에서 태어나 수리남에서 자란 네덜란드인 남성 루이스는 가명이다. 그는 1982년부터 2002년 사이에 세 개의 클리닉에서 기증했으며, 이는 현재 25회 기증 제한을 훨씬 초과한다. 70명의 출생아가 확인되었고, 그 중 40명은 2011년 이후로 만났지만, 그는 총 200명으로 추정하며, 1000명이라는 다른 추정치는 의심스럽다고 생각한다. |
| 66                                    | 클레베 공작 요한 2세             |                             | 클레베의 공작 (작위)으로, 독일어로 "아이 만드는 사람 (der Kindermacher)"이라고 불렸는데, 이는 그가 헤센의 마틸데와 결혼하기 전에 63명의 사생아를 두었으며, 결혼 후 그녀와 3명의 자녀를 두었기 때문이다. |
| 65                                    | 히버 C. 킴볼                     |                             | 예수 그리스도 후기 성도 교회의 첫 번째 고문으로, 그는 43명의 아내 중 17명의 아내를 통해 자녀를 두었다. |
| 65                                    | 룰론 제프스                      |                             | 근본주의 예수 그리스도 후기 성도 교회의 회장으로, 워렌 제프스를 포함하여 최대 75명의 아내를 통해 자녀를 두었다. |
| 65                                    | 크리스토퍼 레이턴                |                             | 애리조나주 대처 (애리조나주)에 있는 예수 그리스도 후기 성도 교회의 성 요셉 스테이크 회장이자 애리조나와 유타주에 여러 정착지를 개척한 사람. 그는 10명의 아내로부터 65명의 자녀를 두었다. |
| 64                                    | 존 W 헤스                        |                             | 1824년부터 1903년까지 살았으며 1894년에는 예수 그리스도 후기 성도 교회의 데이비스 스테이크 회장이었다. 자서전에 따르면 7명의 아내로부터 64명의 자녀를 두었다. 그의 사망 기사에는 65명의 자녀가 언급되어 있다. |
| 64                                    | 티에우찌 황제                    |                             | 베트남의 황제로, 24명의 아내를 통해 자녀를 두었다. |
| 62                                    | 후와자 사히브                    |                             | 우담푸르 지브 지구의 후와자 사히브는 두 명의 아내로부터 62명의 자녀를 두었다. 그의 유명한 자녀 중 일부는 가푸르와 시마이다. |
| 61                                    | 노로돔                           |                             | 캄보디아의 국왕으로, 47명의 아내로부터 아들 61명과 딸 61명을 두었다. |
| 61                                    | 카솀산타 소바가                  |                             | 태국 왕족, 몽꿋의 아들로, 아들 39명과 딸 22명을 두었다. |
| 60                                    | 워렌 제프스                      |                             | 근본주의 예수 그리스도 후기 성도 교회의 회장으로, 최대 70명의 아내를 통해 자녀를 두었다. |
| 59                                    | 당 현종                          |                             | 당나라의 황제 당 현종은 수많은 아내로부터 아들 30명과 딸 29명을 두었다. |
| 58                                    | 타도 민사우                      |                             | 버마의 왕자로, 아들 32명과 딸 26명을 두었다. |
| 58                                    | 핀끄라오                         |                             | 태국 왕족, 전궁 |
| 58                                    | 겐나디 라이비치                  |                             | 주산기 신경과학 교수이자 개인 정자 기증자로, 58명의 자녀를 두었다. |
| 56                                    | 존 도일 리                       |                             | 유타주 개척자이자 예수 그리스도 후기 성도 교회의 초기 지도자였던 그는 18명의 아내와 56명의 자녀를 두었다. |
| 56                                    | 브리검 영                        |                             | 예수 그리스도 후기 성도 교회의 회장으로, 그는 55명의 아내 중 16명의 아내를 통해 56명의 자녀를 두었다. |
| 55                                    | 강희제                           |                             | 1654–1722년 생존했던 청나라의 중국 황제로, 수많은 아내와 첩으로부터 아들 35명과 딸 20명을 두었다. |
| 55                                    | 페리그린 세션스                  |                             | 패티 바틀릿 세션스의 아들이자 예수 그리스도 후기 성도 교회의 일원으로, 그는 8명의 아내로부터 55명의 자녀를 두었다. |
| 55                                    | 판                               |                             | 태국 왕족, 풋타엿파쭐라록 국왕의 조카로, 수많은 아내로부터 34명의 아들과 18명의 딸을 두었다. |
| 54+                                   | 무함마드 빈 아와드 빈 라덴       |                             | 예멘에서 사우디아라비아로 이민 온 이 남성은 22번 결혼하여 최소 54명의 자녀를 두었다. 오사마 빈라덴은 그의 17번째 아들이었던 것으로 알려져 있다. |
| 54                                    | 메릴 제솝                        |                             | 근본주의 예수 그리스도 후기 성도 교회의 주교이자 한때는 사실상의 지도자였던 그는 첫 여섯 아내로부터 54명의 자녀를 두었다. |
| 53                                    | 도쿠가와 이에나리                | 1822                        | 1773–1841년 생존했던 도쿠가와 막부의 쇼군으로, 16명의 아내로부터 아들 26명과 딸 27명을 두었다. |
| 52                                    | 웡사 디라즈 스니드               |                             | 태국 왕족, 시암의 라마 2세의 아들 |
| 52                                    | 살렘 주마                        |                             | 아랍에미리트의 살렘 주마는 12명의 아내를 통해 52명의 자녀를 두었다. 2009년 11월 현재 그는 약 75세였고, 그의 자녀 중 10명은 사망했다. 나머지 42명은 13세에서 38세 사이의 아들 21명과 딸 21명이었다. |
| 52                                    | 샤이어 샤르마르케 아단           |                             | 에이다갈레의 샤이어 샤르마르케는 아들 23명과 딸 29명, 총 52명의 자녀를 두었다. |
| 51                                    | 낭끌라오 (라마 3세)              |                             | 낭끌라오 국왕, 태국의 3대 군주로 37명의 여성으로부터 51명의 자녀를 두었다. |
| 50                                    | 에브라우쿠스                     |                             | 브리튼의 왕, 대략 기원전 1,000년에 20명의 아내로부터 아들 20명과 딸 30명, 총 50명의 자녀를 두었다고 전해지는 전설적인 인물이다. |
| 50                                    | 진 시황제                        |                             | 진나라의 초대 황제이자 중국을 건국한 황제. 수많은 첩으로부터 약 50명의 자녀를 두었다. |
| 50                                    | 루이스 코스타 올리베이라         |                             | 히우그란지두노르치주 출신 브라질인으로, 세 명의 여성 (아내, 처제, 장모)으로부터 50명의 자녀를 두었다. |
| 50                                    | 장베델 보카사                    |                             | 중앙아프리카 공화국의 독재자로, 1921–1996년 생존했으며 17명의 아내를 두었다. |
| 49                                    | 고엘 라츤                        |                             | 1951년생 유대인 컬트 지도자이자 메시아 주장자 라츤은 2010년에 '21명의 아내'를 두었고, 그들과 함께 49명의 자녀를 두었다고 보고되었다 (CNN 자료). 또는 '30명 이상의 아내'와 89명의 자녀를 두었다고 한다 (타임지 자료). 이러한 통계는 그가 노예화와 강간 혐의로 기소되면서 밝혀졌다. |
| 48                                    | 로이 파디야 시니어               |                             | 필리핀 배우이자 정치인. 배우 출신 상원의원 로빈과 배우 로이테, 롬멜, BB 간당하리, 정치인 로이 주니어와 리카르테의 아버지이다. |
| 48                                    | 조지프 F. 스미스                 |                             | 예수 그리스도 후기 성도 교회의 여섯 번째 회장으로, 여섯 명의 아내로부터 48명의 자녀를 두었다 (그러나 그의 첫 아내인 레비라 스미스는 자녀를 낳지 못했다). |
| 48                                    | 데와웡 바럽라깐                  |                             | 태국 왕족, 몽꿋의 아들로, 48명의 아들과 딸을 두었다. |
| 48                                    | 스와스티 소바나                  |                             | 태국 왕족, 몽꿋의 아들로, 48명의 아들과 딸을 두었다. |
| 47                                    | 존 매커피                        |                             | 2018년 소프트웨어 거물은 47명의 '유전적 자녀'를 두었다고 주장했다. |
| 46                                    | 조 제솝                          |                             | 2010년 2월 현재 제솝은 88세였다. 그는 유타주 쇼트 크리크에 살았으며, 최소 6,000명의 근본주의 예수 그리스도 후기 성도 교회 신도들과 함께 거주했다. 그는 5명의 아내를 통해 46명의 자녀를 두었고 239명의 손주를 두었다. |
| 46                                    | 마리너 W. 메릴                   |                             | 모르몬교인이자 토드 크리스텐슨의 증조할아버지로, 8명의 아내 중 6명의 아내를 통해 46명의 자녀를 두었다. |
| 45                                    | 오슨 프랫                        |                             | 오슨 프랫 (시니어)은 박식가이자 예수 그리스도 후기 성도 교회의 사도로, 1811–1881년 생존했다. 그는 10명의 아내를 통해 45명의 자녀를 두었다. |
| 30–45                                 | 이디 아민                        |                             | 우간다의 독재자로, 1925–2003년 생존했으며 17명의 아내를 두었다. |
| 44                                    | 제시 N. 스미스                   |                             | 제시 내서니얼 스미스는 모르몬 개척자, 교회 지도자, 식민화자, 프론티어맨, 그리고 예수 그리스도 후기 성도 교회의 일원으로, 5명의 아내를 통해 44명의 자녀를 두었다. |
| 44                                    | 옹 속 킴                         |                             | 옹 속 킴은 교육자, 사회복지사, 자선사업가, 기업가였다. 그는 5명의 아내를 통해 44명의 자녀를 두었다. |
| 43                                    | 케다 압둘 하미드 할림            |                             | 케다 술탄으로, 7명의 배우자로부터 43명의 자녀를 두었다. 말레이시아 초대 총리 툰쿠 압둘 라만의 아버지이다. |
| 43                                    | 양썬                             |                             | 중국의 중요한 장군이자 정치인으로, 12명 이상의 아내로부터 아들 43명과 딸 43명을 두었다. |
| 43                                    | 마하 수라 싱하나트               |                             | 태국 왕족, 라마 1세의 동생으로, 아들 43명과 딸 43명을 두었다. |
| 43                                    | 펠리페 4세                       |                             | 그는 두 명의 아내를 통해 13명의 합법적인 자녀를 두었으며, 다양한 조건의 다른 여성들과 최소 30명의 사생아를 두었다고 전해진다. |
| 43                                    | 페넌트 씨                        | 대략 1573년                 | 본명은 윌리엄 압 다피드 압 하월 압 이오르워스였으며, 나중에 페넌트라는 성을 채택하고 웨일스 앵글시에 살다가 1581년 3월 12일에 사망했다. 페넌트는 세 번 결혼했으며, 첫 번째 아내와 22명의 자녀를, 두 번째 아내와 10명의 자녀를, 그리고 세 번째 아내와 4명의 자녀를 두었으며, 혼외 자녀도 더 있었다. 페넌트 씨가 사망할 당시, 그의 장남은 84세였고 300명 이상의 후손을 두었다. |
| 42                                    | 홍무제                           |                             | 명나라의 초대 황제. 수많은 아내로부터 아들 26명과 딸 16명을 두었다. |
| 42                                    | 풋타엿파쭐라록 (라마 1세)        |                             | 풋타엿파쭐라록 국왕, 태국의 첫 번째 군주로 28명의 여성으로부터 42명의 자녀를 두었다. |
| 42                                    | 로렌조 스노                      |                             | 예수 그리스도 후기 성도 교회의 회장으로, 그는 9명의 아내를 통해 자녀를 두었다. |
| 42                                    | 조지프 코니                      |                             | 우간다의 신의 저항군 (LRA) 지도자 조지프 코니는 88명의 배우자와 42명의 자녀를 두었다. |
| 41                                    | 프리드리히 폰 칼부츠             |                             | 1651–1702년 생존했던 작은 프로이센 귀족으로, 아내와의 사이에서 11명의 자녀를 두었고, 자신의 영지 내 농민 여성들로부터 30명의 자녀를 두었다. 그의 미라는 브란덴부르크주 노이슈타트에 있는 교회에 보존되어 있다. |
| 41                                    | 애스턴 "패밀리 맨" 배럿          |                             | 애스턴 프랜시스 배럿 (1946년 11월 22일 출생)은 흔히 "패밀리 맨" 또는 줄여서 "팸스"라고 불리는 자메이카 음악가이자 라스타파리안이다. 그의 별명은 자신이 자녀를 두기 전에 생겨났다. 애스턴은 밴드 리더로서의 자신의 역할을 예견하고 스스로를 "패밀리 맨"이라고 부르기 시작했다. 그 이후로 그는 41명의 자녀를 두었다. |
| 41                                    | 무함마드 유수프                  |                             | 파키스탄 사르고다의 무함마드 유수프는 7명의 아내로부터 최소 41명의 자녀를 두었다. |
| 41                                    | 당 고조                          |                             | 당나라의 황제 당 고조는 수많은 아내로부터 41명의 자녀를 두었다. |
| 40                                    | 마하 세나누락                    |                             | 태국 왕족, 라마 1세의 아들로, 아들 40명과 딸 40명을 두었다. |
| 40                                    | 당 대종                          |                             | 당나라의 황제로, 수많은 아내로부터 아들 20명과 딸 20명을 두었다. |
| 40                                    | 싱뷰싱왕                         |                             | 버마 국왕, 아들 20명과 딸 20명을 두었다. |
| 39+                                   | 사마염                           |                             | 중국 진 왕조의 설립자인 사마염은 아들 26명과 최소 13명의 딸을 두었다. 자세한 내용은 조위 가계도#조조, 그의 아내들, 그리고 그의 자녀들 참조. |
| 38                                    | 당 헌종                          |                             | 당나라의 황제. 수많은 아내로부터 총 아들 20명과 딸 18명을 두었다. |
| 38                                    | 전류                             |                             | 오월국의 황제. 최소 38명의 아들과 불확실한 수의 딸을 두었다. |
| 38                                    | 라몬 레빌라                      |                             | 필리핀 배우이자 전 상원의원으로, 16명의 다른 여성들을 통해 자녀를 두었다. 최대 72명의 자녀를 두었다고 주장한다. |
| 37                                    | 담롱 라차누팝                    | 1928                        | 태국 왕족, 몽꿋의 아들로, 37명의 아들과 딸을 두었다. |
| 37+                                   | 피터 엘렌슈타인                  |                             | 엘렌슈타인은 미국 배우, 무대 연출가, 제작자로, 정자 기증을 통해 37명의 자녀를 낳은 것이 확인되었다. |
| 37                                    | 도쿠가와 나리아키                | 1858                        | 미토 영주, 10명의 배우자로부터 37명의 자녀를 두었다. |
| 36                                    | 아디사라 우돔데즈                | 1914                        | 태국 왕족, 몽꿋 국왕의 아들로, 수많은 아내로부터 아들 22명과 딸 14명을 두었다. |
| 36                                    | 후세인 술탄 바이카라             |                             | 티무르 제국 헤라트와 사마르칸드의 통치자. 12명의 아내로부터 아들 18명과 딸 18명을 두었다. |
| 36                                    | 당 순종                          |                             | 당나라의 황제. 수많은 아내로부터 아들 23명과 딸 13명을 두었다. |
| 36                                    | 따야와디왕                       |                             | 버마 국왕, 아들 18명과 딸 18명을 두었다. |
| 36                                    | 음스와티 3세                     |                             | 에스와티니의 국왕 (이전에는 스와질란드), 그는 6명의 아내를 통해 36명의 자녀를 두었다 (2021년 기준). |
| 35+                                   | 사우디아라비아 압둘라 국왕       |                             | 1924년생인 사우디아라비아의 전 국왕 압둘라는 13명의 아내를 통해 최소 35명의 자녀를 두었다. |
| 35                                    | 당 태종                          |                             | 당나라의 두 번째 황제 당 태종. 수많은 아내로부터 아들 14명과 딸 21명을 두었다. 중국의 가장 위대한 황제 중 한 명으로 여겨지며, 1,240만 제곱 킬로미터에 달하는 제국을 정복했다. |
| 35                                    | 나라티프 프라판퐁                |                             | 태국 왕족, 몽꿋의 아들로, 아들 21명과 딸 14명을 두었다. |
| 35                                    | 까나웅세자                       |                             | 버마의 왕자로, 아들 20명과 딸 15명을 두었다. |
| 35                                    | 아누락 데베쉬                    |                             | 태국 왕족, 후궁 |
| 34                                    | 존 테일러                        |                             | 예수 그리스도 후기 성도 교회의 회장으로, 그는 7명의 아내를 통해 자녀를 두었다. |
| 34                                    | 고려 태조                        |                             | 고려의 건국자이자 첫 번째 왕으로, 32명의 배우자 (왕후 6명, 후궁 26명)를 통해 34명의 자녀 (아들 25명, 딸 9명)를 두었다. |
| 33                                    | 닥터 잔 무함마드                 |                             | 파키스탄 퀘타 출신인 잔 무함마드는 아들 14명과 딸 19명, 총 33명의 자녀를 두었다. |
| 33                                    | 니콜라스 C. 스트롤               |                             | 펜실베이니아주 리하이 밸리 지역에 살았던 농부. 스트롤은 세 명의 아내를 통해 33명의 자녀를 두었다. |
| 33+                                   | 조조                             |                             | 조조는 25명의 아들 (중국 위나라의 건국자 조비 포함)과 최소 6명의 딸을 두었다. 자세한 내용은 조위 가계도#조조, 그의 아내들, 그리고 그의 자녀들 참조. |
| 33                                    | 윌포드 우드러프                  |                             | 예수 그리스도 후기 성도 교회의 회장으로, 그는 5명 (어쩌면 6명)의 아내를 통해 자녀를 두었다. |
| 32                                    | 위안스카이                       |                             | 중국의 중요한 장군이자 정치인으로, 그의 아내와 9명의 첩을 통해 32명의 자녀 (아들 17명, 딸 15명)를 두었다. |
| 32                                    | 자롱 황제                        |                             | 베트남의 황제로, 32명의 자녀를 두었다. |
| 32                                    | 앨버트 에먼드 발로우             |                             | 유타주에 거주하는 예수 그리스도 후기 성도 교회의 신도로, 1955년 52세의 나이로 복혼 혐의로 체포되었다. 그는 3명의 아내를 통해 32명의 자녀를 두었다고 전해진다. |
| 32                                    | 미스터 카트라                    |                             | 브라질 펑크 카리오카 가수, 3명의 아내와 32명의 자녀를 두었다. |
| 32                                    | 술탄 빈 압둘아지즈 알사우드      |                             | 사우디아라비아 왕족, 사우디아라비아의 왕세자 |
| 31+                                   | 조조                             |                             | 조조는 25명의 아들 (중국 위나라의 건국자 조비 포함)과 최소 6명의 딸을 두었다. 자세한 내용은 조위 가계도#조조, 그의 아내들, 그리고 그의 자녀들 참조. |
| 31                                    | 후시미노미야 구니이에 친왕       |                             | 일본 왕족, 10명의 아내와 아들 17명과 딸 14명, 총 31명의 자녀를 두었다. |
| 31                                    | 벤자민 클라크                    |                             | 탐험가 윌리엄 클라크의 사촌으로, 그는 두 명의 아내를 통해 31명의 자녀를 두었으며, 그 중 7명은 유아기에 사망했다. |
| 30+                                   | 무함마드 빈 라시드 알막툼 셰이크 |                             | 아랍에미리트의 통치자로, 6명의 아내로부터 30명 이상의 자녀를 두었다. 그 중 12명은 그의 첫 번째이자 가장 높은 지위의 아내인 힌트 빈트 막툼 알 막툼과의 사이에서 태어났다. |
| 30+                                   | 조나스 사빔비                    |                             | 앙골라의 정치인이자 게릴라 지도자로, 1934–2002년 생존했으며, 1999년까지 29–31명의 자녀를 두었다. 아내의 수는 기록되어 있지 않다. |
| 30+                                   | 오마르 봉고                      |                             | 가봉의 대통령으로, 1935–2009년 생존했다. 아내의 수는 기록되어 있지 않다. |
| 30                                    | 톤부리 딱신 국왕                 |                             | 톤부리 왕국의 국왕인 딱신은 아들 21명과 딸 9명을 두었다. |
| 30                                    | 카솀스리 수바요크                |                             | 태국 왕족, 몽꿋의 아들로, 아들 18명과 딸 12명을 두었다. |
| 30                                    | 팔리 프랫                        |                             | 초기 모르몬 지도자로, 9명의 아내와 30명의 자녀를 두었다. 오슨 프랫의 형제 (q.v.). |
| 30                                    | 마일스 파크 롬니                 |                             | 모르몬교인이자 밋 롬니의 증조할아버지로, 5명의 아내를 통해 30명의 자녀를 두었다. 그는 1890년 선언 직전인 1890년에 마지막 결혼을 했다. |
| 30                                    | 톰 그린                          |                             | 모르몬 근본주의자로, 10명의 여성들을 통해 자녀를 두었다. |
| 30                                    | 팔리 디알로                      |                             | 세네갈의 이맘 엘 하지 팔리 디알로는 2014년까지 세 명의 아내와 30명의 자녀를 두었다. 그는 세네갈에서 가족 계획에 반대하는 캠페인을 벌이며, 자녀를 늘리는 것이 신이 내린 의무라고 주장한다. |
| 29                                    | 캄보디아 시소왓                  |                             | 캄보디아 국왕 시소왓은 아들 29명과 딸 29명을 두었다. |
| 29                                    | 잉글랜드 헨리 1세                |                             | 잉글랜드 헨리 1세는 딸 16명과 아들 11명을 두었으나, 그 중 3명만이 적자였다. |
| 28                                    | 당 소종                          |                             | 당나라의 마지막 전 황제 당 소종은 수많은 아내로부터 아들 17명과 딸 11명을 두었다. 그는 당 애제의 아버지였다. |
| 28                                    | 위차이찬                         |                             | 태국 왕족, 전궁 |
| 28                                    | 굿윌 즈웰리티니 카베쿠줄루       |                             | 줄루족 국왕으로, 1968년부터 2021년 사망할 때까지 통치했으며, 6명의 아내와 28명의 자녀를 두었다. |
| 28                                    | 프랑수아 막심 가마슈             |                             | 가마슈는 원래 라카디 퀘벡주 캐나다 출신의 농부로, 두 명의 아내로부터 1838년부터 1880년 사이에 15명의 딸과 13명의 아들, 총 28명의 자녀를 두었다. 첫 아내 오시트 마르탱과의 사이에서 10명의 자녀를 두었다. 그녀가 사망한 후 마그리트 뒤토와 결혼하여 18명의 자녀를 함께 두었다. 다태아 출산은 없었다. 그는 1882년 5월 19일 뉴욕 코호스에서 67세의 나이로 사망했다. |
| 27                                    | 건륭제                           |                             | 청나라의 건륭제는 38명의 아내로부터 아들 17명과 딸 10명, 총 27명의 자녀를 두었다. |
| 26                                    | 그레고리오 다티                  |                             | 피렌체 상인으로 4명의 아내를 두었으나 모두 분만 중 사망했다. 그의 자녀 중 7명만이 성인이 될 때까지 살아남았고, 몇 명은 가래톳페스트로 사망했다. |
| 26                                    | 로크 테리오                      |                             | 앤트 힐 키즈 컬트의 지도자로, 8명의 여성들을 통해 자녀를 두었다. |
| 26                                    | 타이르델바흐 우어 콘호바르       |                             | 코노트의 왕이자 아일랜드의 고왕으로, 6명의 알려진 아내로부터 26명의 자녀를 두었다. |
| 25                                    | 에드워드 헤스                    |                             | 헤스는 펜실베이니아주 세이프 하버 출신의 여관 주인으로, 청어 어업도 소유했다. 이 지역에서 가장 부유한 사람 중 한 명이었던 그는 첫 번째 아내 엘리자베스 앤 셴크와의 사이에서 4명의 자녀를, 두 번째 아내 메리 앤 루이스와의 사이에서 17명의 자녀를, 그리고 37세 연하인 세 번째 아내 캐서린 랜킨과의 사이에서 4명의 자녀를 두었다. |
| 25                                    | 토비 리스턴                      |                             | 아칸소주 소작농. 첫 번째 결혼에서 15명의 자녀를, 두 번째 결혼에서 10명의 자녀를 두었다. 그의 24번째 자녀는 복서 소니 리스턴이었다. |
| 25                                    | 프랑스 루이 15세                 |                             | 1715년 9월 1일부터 1774년 5월 10일까지 프랑스의 국왕. 아내 마리아 레슈친스카와의 사이에서 10명의 합법적인 자녀를 두었으며, 나머지는 여러 정부로부터 태어났다. 그는 더 많은 자녀를 두었다고 알려져 있지만, 모든 출생을 완전히 문서화하기 어렵기 때문에 잘 알려진 자녀들로만 수가 제한된다. |

## 같이 보기
- 다태아 목록
- 베이비붐
- 생물학적 기하급수적 성장
- 연평균 성장률
- 인구 모멘텀
- 인구변천
- 밀도의존성
- 배가 시간
- 기하급수적 성장
- 난임 사기
- 대황새 더비
- 인구 증가율에 따른 나라 목록
- 출산율순 나라 목록
- 인구 관련 단체 목록
- 로지스틱 함수 – 로지스틱 모델과 관련된 개념
- 출생주의 및 반출생주의
- 개체군 병목현상

## 내용주
1. ↑  그의 사망일